# Mahmud Selim Imamoglu
Mahmud Selim Imamoglu (* 23. Januar 1991 in Wien) ist ein österreichisch-türkischer Fußballspieler. Der Verteidiger und Mittelfeldspieler spielt beim SV Dinamo Helfort.

## Sportliche Laufbahn
Imamoglu begann seine Karriere beim Gersthofer SV, ehe er 2005 in die Jugendabteilung des First Vienna FC wechselte. 2008 wurde in den Kader der ersten Mannschaft berufen und gab sein Debüt am 8. August 2008 gegen den SC Zwettl in der Regionalliga Ost, wo er in der 66. Minute ausgewechselt wurde und eine gelbe Karte erhielt. In der Aufstiegssaison der Vienna kam er auf weitere elf Einsätze. 2009/10 gehörte er zum Stammpersonal in der zweithöchsten österreichischen Spielklasse der so genannten Ersten Liga. Nach einer weiteren Saison beim ältesten österreichischen Fußballklub wechselte er Anfang der Saison 2011/12 in die Türkei zu Istanbul Güngörenspor in die zweite türkische Liga, wo der Innenverteidiger jedoch zu keinem Einsatz kam.
Anfang des Jahres 2012 kehrte er nach Österreich zurück und unterschrieb beim Bundesligisten SC Wiener Neustadt. Imamoglu konnte sich unter Trainer Peter Stöger gut einleben und kam auf acht Einsätze in der Bundesliga. Sein Debüt gab er am 24. Spieltag gegen den SK Sturm Graz, als er in der 33. Minute für Christian Ramsebner eingewechselt wurde. Das Spiel in der UPC Arena wurde 1:0 gewonnen. Im Jänner 2013 wechselte er zum SC Ritzing in die dritthöchste österreichische Spielklasse der Regionalliga Ost.
International kam der Austro-Türke bisher auf bisher acht Einsätze in der U-19 Österreichs. Sein Debüt gab er gegen die U-19 Armeniens. Das Spiel in Feldkirchen in Kärnten wurde 5:1 gewonnen. Imamoglu wurde in der 73. Minute für Marco Djuricin eingewechselt. Zusätzlich nahm der Innenverteidiger an der U-19-Fußball-Europameisterschaft 2010 in Frankreich teil, wo er in allen Gruppenspielen gegen Frankreich, England und Niederlande zum Einsatz kam. Imamoglu schied trotz Mitspieler wie David Alaba oder Michael Schimpelsberger mit Österreich in der Vorrunde aus.